# Musik i Nordmakedonien
Musik i Makedonien (makedonska: музика во Македонија/muzika vo Makedonija) är ett samlingsnamn för etnisk makedonsk musik.

## Folkmusik
Makedonsk folkmusik (makedonska: narodna muzika, народна музика) består av:
- Traditionell musik (makedonska: izvorna muzika, Изворна музика: ordagrann översättning "rötternas musik")
- Nykomponerad folkmusik (makedonska: novosoydadena narodna muzika, новосоздадена народна музика)

### Traditionell musik (izvorna muzika, Изворна музика)
Den etniska makedonska folkmusiken, vilken kan vara rural såväl som urban(староградска музика, starogradska muzika) inkluderar element så som: lyrik, episka sånger, arbetarlåtar, rituella sånger, humoristiska sånger, ringdans (makedonska: оро, oro), den urbana genren čalgij(чалгија) och mycket mer. Makedonsk folkmusik är precis som övrig musik ifrån det forna Jugoslavien känt för sin speciella komplexa rytm. Exempel på detta är den makedonska folksången "Pomnish li, libe Todoro"(Помниш ли, либе Тодоро)som har en rytm på 22/16.  
Kända och uppskattade traditionella makedonska folksånger är bland annat: 
- Jovano, Jovanke
- Makedonsko devojce
- Stani mome da zaigraš
- More sokol pie
- Zemjo Makedonska
- Belo lice ljubam jas
- Kaleš bre Angjo
- Narode Makedonski

Till den traditionella musiken dansar man en folkdans som kallas oro, dansen är typisk för Makedonien men påminner om andra danser ifrån forna Jugoslavien så som kolo och lindo. Se exempel på dansen ifrån ett bröllop (Youtube) och professionellt utförd(Youtube).
Makedonsk musik är precis som övrig musik ifrån det forna Jugoslavien känd för sin speciella komplexa rytm. Exempel på detta är den makedonska folksången "Pomnish li, libe Todoro" (Помниш ли, либе Тодоро) som har en rytm på 22/16. 
Inom den makedonska folkmusiken används en rad mer eller mindre kända instrument som är karaktäristiska för musiken. Ett av de vanligaste är "gajda" (гајда), en typ av säckpipa som används över hela Balkanhalvön. Gajda är det vanligaste instrumentet i traditionell makedonsk musik men ofta används också:
- šupelka (шупелка) — liten flöjt
- kemane (кемане) — tresträngad fiol
- tambura (тамбура) — mandolin/luta
- zurla (зурла) — oboeliknande instrument
- tapan (тапан) — cylindrisk trumma
- kaval (кавал) — flöjt
- harmonika (хармоника) — dragspel

Hos folkorkestrar förekommer också användandet av klarinett, saxofon, trumset, basgitarr, munflöjt och gitarr. Över hela Balkan är folkorkestrar populära.

### Nykomponerad folkmusik
Nykomponerad folkmusik är en modern musikstil som baseras på den traditionella makedonska folkmusiken. Till skillnad från den traditionella folkmusiken så komponeras musiken av en eller flera individer och faller under lagen om copyright(den traditionella folkmusiken är mer av en muntlig tradition berättad till musik). I den nykomponerade folkmusiken används också i högre utsträckning moderna instrument och den framförs av professionella artister så som i Makedonien välkända Aleksandar Sarievski och Jonce Hristovski. Även om den nykomponerade folkmusiken till stor det påminner om traditionell folkmusik så har den influerats av såväl pop som serbisk turbofolk och elektroniska element är inte ovanliga.

## Populärmusik
Musikscenen frodades under Makedoniens tid som delrepublik i Jugoslavien och flera nya musikstilar fick fäste i landet. Samtidigt producerade landet några av Jugoslaviens mest uppskattade artisten och Tose Proeski betraktas än i dag efter sin död som en av Jugoslaviens absolut bästa sångare någonsin.